# Robert Rosenblum
Pour les articles homonymes, voir Rosenblum.
Robert Rosenblum (1927-2006) est un historien de l'art et professeur américain connu pour son anti-conformisme et son influence sur l'étude de l'art de la fin du XVIIIe siècle au XXe siècle.

## Biographie
Robert Rosenblum est né à New York le 24 juillet 1927, décédé dans la même ville le 6 décembre 2006. Il étudia l'histoire de l'art au Queens College et à l'Université Yale, en 1956 il soutient sa thèse à l'Université de New York.
Parmi les ouvrages de Rosenblum on notera Cubism and Twentieth Century Art (1960), Transformations in Late Eighteenth Century Art (1967) and Nineteenth Century Art (coécrit avec H.W. Janson, 1984). Toutefois, il est surtout connu pour ses innovations dans l'étude de l'art, en particulier son intérêt pour des œuvres sortant du champ classique de l'histoire de l'art et son rejet du classement chronologique standard. On citera par exemple The Dogs in Art History from Rocco to Post-Modernisme (1988).
Rosenblum a enseigné à l'Université de Princeton, l'Université du Michigan, l'Université Yale, l'Université d'Oxford et à l'Institute of Fine Arts de New York. Il fut aussi conservateur du fonds Stephen et Nan Swid au musée Solomon R. Guggenheim. Avec Pierre Rosenberg, Antoine Schnapper et d'autres historiens d'art, il fut responsable du choix des tableaux présentés lors de la mémorable exposition : De David à Delacroix, la Peinture française de 1774 à 1830, Paris-Detroit-New York, 1974. Kenneth Silver de l'université de New York a rédigé une notice nécrologique parue dans le Burlington Magazine, mai 2007, CXLIIX, page 330 "Obituary".

## Écrits

### Anglais
- 19th century art, éditions Abrams (New York), 1984  (ISBN 0-8109-1362-3)
- Danish painter of solitude and light, Robert Rosenblum, Poul Vad, Michael Wivel, éditions Abrams (New York), 1998, 292p.  (ISBN 978-0810969131)

### Bilingue Anglais/Français
- Vilhelm Hammershøi, éditions Abrams (New York et Paris), 2000, 192 p. (ISBN 0-8109-6913-0 et 0-8109-6913-0)

### Français
- Jean-Auguste-Dominique Ingres, éditions Cercle d'Art (Paris), 1968
- L'Art au XVIIIe siècle : transformations et mutations, éditions G. Monfort (Saint-Pierre-de-Salerne), 1989  (ISBN 2-85226-033-6)
- Mel Ramos, éditions Taschen, (Cologne), 1994  (ISBN 3-8228-8986-5)
- Les Peintures du Musée d'Orsay, éditions La Martinière (Paris), 1999  (ISBN 2-7324-2175-8)